# Resultados da Maratona de Paris 2013
Este artigo relaciona os atletas com os melhores resultados obtidos na trigésima sétima edição da  Maratona de Paris disputada em 7 de abril de 2013.

## Resultados

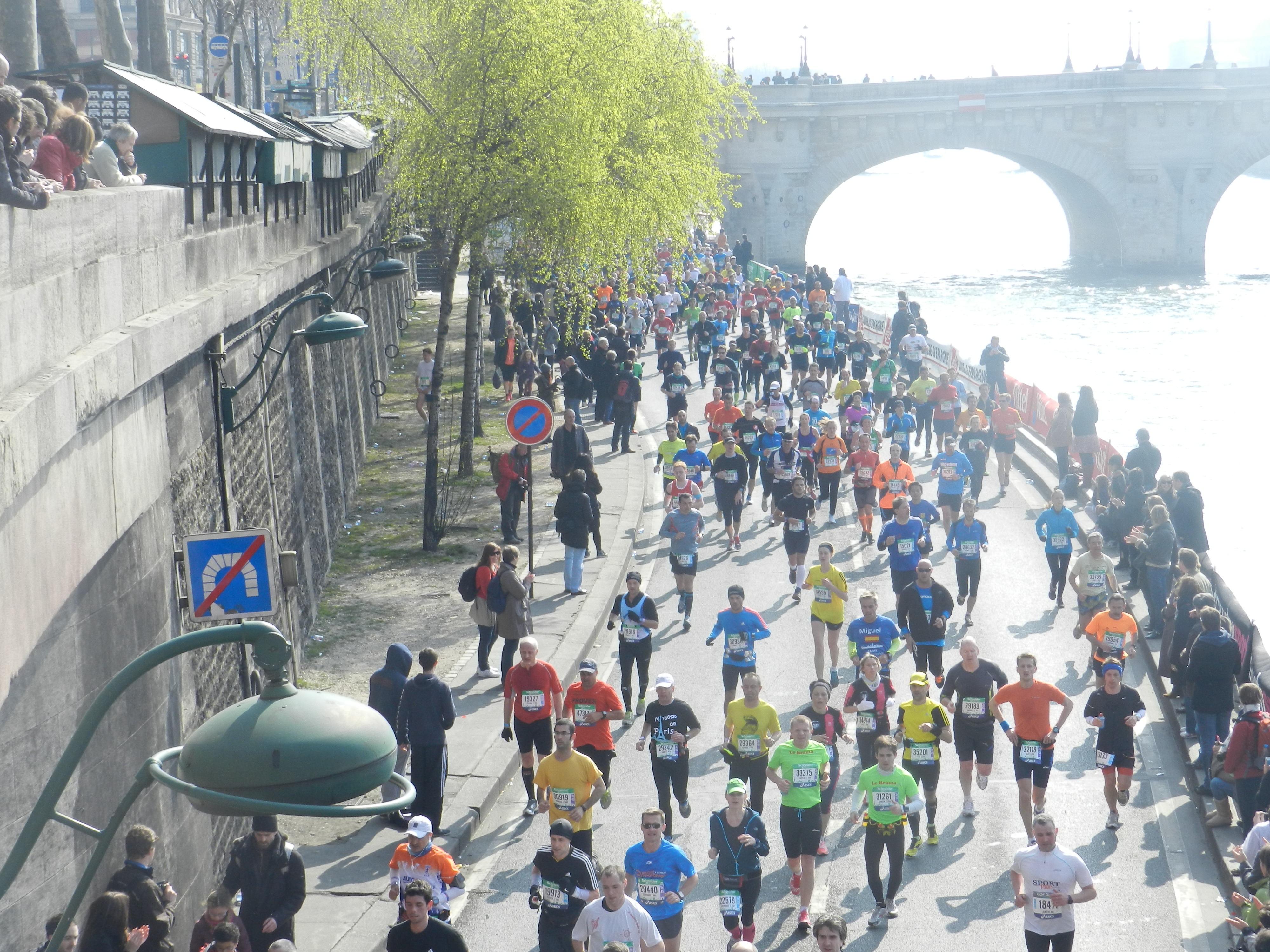
Maratona de Paris 2013, corredores ao lado do Rio Sena.

| Pos. | Atleta                      | País    | Tempo   |
| ---- | --------------------------- | ------- | ------- |
| 1    | Peter Some                  | Quênia  | 2:05:38 |
| 2    | Tadese Tola                 | Etiópia | 2:06:33 |
| 3    | Eric Ndiema                 | Quênia  | 2:06:34 |
| 4    | Megersa Bacha               | Etiópia | 2:06:56 |
| 5    | Philip Sanga                | Quênia  | 2:06:57 |
| 6    | Sylvester Teimet            | Quênia  | 2:08:14 |
| 7    | Sahle Warga                 | Etiópia | 2:08:19 |
| 8    | Abraham Girma 2:08:19       | Etiópia | 2:08:19 |
| 9    | Gezahegne Alemayehu 2:08:19 | Etiópia | 2:09:57 |
| 10   | Gilbert Masai 2:08:19       | Quênia  | 2:10:27 |

| Pos. | Atleta                | País    | Tempo   |
| ---- | --------------------- | ------- | ------- |
| 1    | Boru Feyse Tadese     | Etiópia | 2:21:05 |
| 2    | Merima Mohammed       | Etiópia | 2:23:14 |
| 3    | Eunice Kirwa Jepkirui | Quênia  | 2:23:34 |
| 4    | Dinknesh Tefera       | Etiópia | 2:25:09 |
| 5    | Agnes Kiprop          | Quênia  | 2:25:22 |
| 6    | Fantu Jimma           | Etiópia | 2:28:03 |
| 7    | Amane Gobena          | Etiópia | 2:29:36 |
| 8    | Shitaye Bedaso        | Etiópia | 2:34:40 |
| 9    | Aline Camboulives     | França  | 2:35:57 |
| 10   | Aline Camboulives     | França  | 2:36:44 |